# NOBUKAWA SPORTS
NOBUKAWA SPORTS（のぶかわ・スポーツ）は2009年4月3日から2017年9月29日まで、CROSS FMで金曜20:00 - 23:00に放送されたスポーツ情報番組。ベイサイドプレイス博多スタジオから放送されていた。

## 概要
- アビスパ福岡のスタジアムDJや野球実況者として活躍している信川竜太をナビゲーターに、アビスパ福岡や福岡ソフトバンクホークスを中心に福岡のスポーツ情報を伝えるスポーツ専門プログラム。
- かつては信川スポーツというタイトルで2006年4月より放送されていたが、2008年9月に放送終了。10月からは「信スポplus」のタイトルでこの月から放送を開始したnew discoveryの水曜日を担当。new discovery終了後に単体番組として復活した。
- 2015年12月18日放送回はアビスパ福岡が12月6日に行われたJ1昇格プレーオフで5年ぶりのJ1復帰を決めたことを記念し、NOBUKAWA SPORTS 〜 AVISPA FUKUOKA SPECIAL EDITIONのタイトルで3時間丸ごとアビスパを特集した特別番組を放送した。この日は現役選手の中村北斗と神山竜一、OBの中払大介と山下芳輝がスタジオに出演。また、小島伸幸と古賀誠史（ともにOB）に電話で話を伺った。
- 2017年9月に前身番組から長い番組の歴史に幕を下ろしたが、秋の改編で信川がナビゲーターを務める新番組NEWSICのスポーツコーナーのタイトルとして存続している。なお、当番組の公式TwitterアカウントもNEWSICに引き継がれている。

## 放送時間
- 金曜20:00 - 23:00（2009年4月3日 - 2017年9月29日）

## ナビゲーター
- 信川竜太

## 主なコーナー
- One To One ヘルス＆ビューティ（新日本製薬提供）

- AVISPA review

Jリーグ・アビスパ福岡の1週間を振り替えるコーナー。20:30ごろから放送。
不定期でアビスパの選手が担当するミニコーナーを放送していた。
- HAWKS review

福岡ソフトバンクホークスの1週間を振り替えるコーナー。21:00ごろから放送。
毎週、元ホークスの捕手として活躍した坊西浩嗣が電話で出演していた。
- NOBU SPO Man Of The Week

1週間に行われた全てのスポーツから一番輝いていたアスリートを番組独断で選ぶコーナー。番組全体を通じてリスナーから募集し、22:35ごろに発表される。
番組終了後もNEWSICでコーナーは存続している。